# SC Waldgirmes
SC Waldgirmes is een Duitse voetbalclub uit Waldgirmes.
De club heeft ongeveer 700 leden en heeft naast voetbal ook een tafeltennis- turn- en wielrenafdeling. De club werd in 1929 opgericht als SG Waldgirmes. Toen in 1933 wegens politieke redenen de arbeidersclub door de nazi's verboden werd, richtten een aantal leden TV 05 Waldgirmes op. In 1945 werd SG Waldgirmes heropgericht en in 1948 scheidde de voetbalafdeling zich af als FC Waldgirmes totdat in 1952 de clubs weer samenkwamen en onder de huidige naam gingen spelen.
SC Waldgirmers promoveerde in 1970 naar de Landesliga Hessen-Mitte en speelde daar, met korte onderbrekingen, bijna dertig jaar. In 2002 promoveerde club naar de Oberliga Hessen waaruit het direct weer degradeerde maar waarin Waldgirmes een jaar later direct ook weer terugkeerde. In 2009 werd de club kampioen maar vroeg geen licentie aan voor de Regionalliga en bleef in de Hessenliga spelen. In 2010 en 2011 werd de club nog vicekampioen maar hierna ging het bergaf tot een degradatie volgde in 2013. In 2017 promoveerde de club weer. 

## Erelijst
- Hessenliga  (V): 2009
- Landesliga Hessen-Mitte (V): 2002, 2004
- Bezirksoberliga Bezirk Gießen/Marburg: 2005 (2de team)

FC Bayern Alzenau ·
KSV Baunatal ·
Darmstadt 98 II ·
FC Eddersheim · 
FSV Fernwald ·
Türk Gücü Friedberg ·
1. Hanauer FC 1893 ·
SC 1960 Hanau ·
TuS Hornau ·
Hünfelder SV ·
VfB Marburg ·
TSV Eintracht Stadtallendorf ·
SV Steinbach ·
TSV Steinbach II ·
SV Unter-Flockenbach ·
SC Waldgirmes ·
SV Rot-Weiß Walldorf ·
SV Adler Weidenhausen ·
FSV Wolfhagen
Nord:
SG Aulatal ·
SG Bad Soden ·
SG Bronzell ·
FSV Dörnberg·
FC Eichenzell ·
SG Eiterfeld/Leimbach ·
SV Buchonia Flieden ·
SG Barockstadt Fulda-Lehnerz II ·
SG Hombressen/Udenhausen ·
CSC 03 Kassel ·
Hessen-Kassel-II ·
SG Klei./Hun./Doh. ·
Lichtenauer FV ·
SV Neuhof ·
TSG Sandershausen ·
OSC Vellmar ·
TSV 1900 Wabern

Mitte:
FV Biebrich 02 · 
FV 09 Breidenbach · 
FC Burgsolms ·
FC Cleeberg ·
TuS Dietkirchen ·
FC Ederbergland ·
SV Rot-Weiss Hadamar ·
SG Kinzenberg ·
Sportfreunde Blau-Geld Marburg · 
SV 1913 Niedernhausen · ·
FC Germania Okriftel ·
FC Tuba Pohlheim ·
FC Waldbrunn ·
SC Waldgirmes II ·
SG Walluf ·
SV Wiesbaden 1899 ·
SV Zeilsheim

Süd:
DJK Sportfreunde Bad Homburg ·
SKV Beienheim ·
SG Bornheim Grün-Weiss ·
1. FCA Darmstadt ·
Rot-Weiß Darmstadt ·
SC Dortelweil ·
1. FC 1906 Erlensee ·
Rot-Weiss Frankfurt ·
SV Viktoria Griesheim ·
VfR Goß Gerau ·
SV Hummetroth ·
SpVgg 03 Neu-Isenburg ·
SV Pars Neu-Isenburg ·
Germania Ober-Roden ·
TS Ober-Roden ·
Offenbacher Kickers II ·
SF Seligenstadt ·
SV Rot-Weiß Walldorf II